# Anástrofe
En retórica, la anástrofe, del griego ἀναστροφή anastrofé, "inversión", es, dentro de las figuras literarias, una de las figuras de posición; consiste en invertir el orden sintáctico habitual o normal de dos o más palabras sucesivas en una frase. No siempre se distingue con claridad del hipérbaton, que, a diferencia de la anástrofe, supone transposición de uno o más elementos de la oración. 
Ejemplos:
1. En la fraseología: "A Dios rogando y con el mazo dando" (el orden normal -que no habitual- sería "rogando a Dios")
2. En la literatura: "ninguno no debe usar ni querer de mujeres amor" (arcipreste de Talavera, Corbacho).
3. En la retórica publicitaria: "no sabe a plástico, /no sabe a lata,/ no sabe a cartón,/ y no sabe ni siquiera a vidrio,/ el vidrio" (Campaña de la asociación nacional de fabricantes de vidrio).